# Autoroute 400 (Ontario)
L'autoroute 400 est une autoroute de la province canadienne de l'Ontario. Desservant le centre de la province, elle est la principale autoroute nord/sud de la province et relie Toronto au centre et au nord de la province. La section nord de l'autoroute fait partie de la route Transcanadienne.

## Description
Anciennement connue sous le nom « Toronto-Barrie Highway », elle est au fil des ans prolongée au-delà de Barrie. Depuis 2011, sa longueur est de 226 kilomètres (140 milles) et se termine à Carling. Il est prévu qu'éventuellement, elle se termine à Sudbury.
À son extrémité sud à Toronto, elle se termine à la hauteur de Maple Avenue et elle devient Black Creek Drive. Dans les années 1970, il avait été prévu de prolonger la 400 jusqu'au Gardiner Expressway sur la rive du lac Ontario. Ce projet a été abandonné.

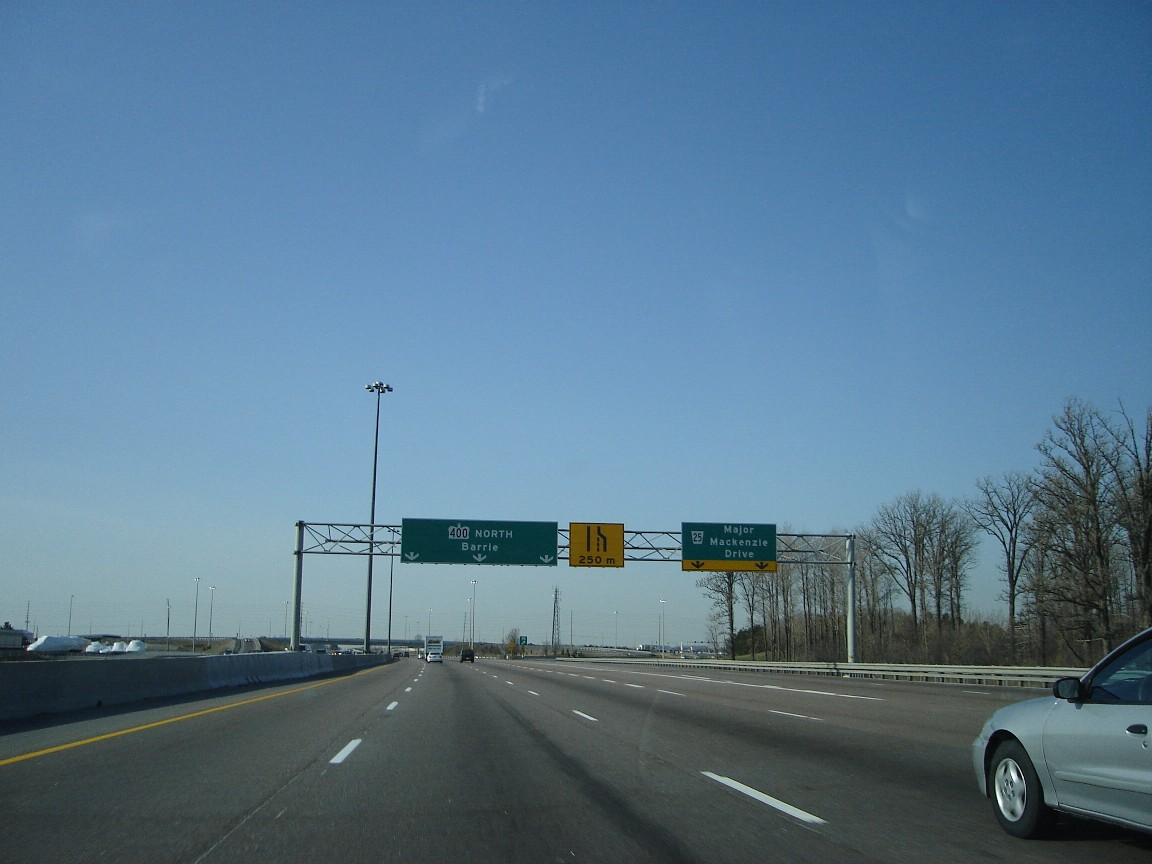
Autoroute 400 Nord vers Major Mackenzie Drive

L'intersection entre la 400 et l'autoroute 401 à Toronto est un des premiers échangeurs multi-niveau de l'Ontario et fut construit en 1967 lors de la construction des voies de services de la 401. À l'époque, la limite de vitesse était de 50 milles par heure soit environ 80 km/h sur les autoroutes ontariennes, mais en 1968, elle fut augmentée à 70 mph soit 112 km/h et diminuée en 1976 à 100 km/h (62 mph) lors de la conversion au système métrique. Ainsi, peu de temps après sa construction, cette échangeur ne respectait déjà plus les normes de conception. Plusieurs bretelles ne sont pas conçues pour permettre un trafic à haute vitesse. Par exemple, la vitesse maximale sur la bretelle entre la 401 ouest et la 400 nord est de 50 km/h et des bandes rugueuses ont été ajoutées pour ralentir le trafic dans cette courbe prononcée.
Entre l'autoroute 401 et l'autoroute 407, la 400 est l'une des autoroutes les plus larges du grand Toronto sans posséder de voies de service. Lors de sa construction, dans les années 1950, l'autoroute possédait entre 4 et 6 voies. Elle fut élargie à 10 voies en 1971. Lors de la construction de la 407, dans les années 1990, la section entre la 407 et Finch Avenue fut élargie à 12 voies. Lors de cette décennie, un mur central fut également construit entre les deux chaussées. Le seul échangeur complet de cette section est celui de Finch Avenue.
L'échangeur 400-407 est le seul échangeur 4 directions 4 étages de l'Ontario, durant la conception de l'autoroute 407, d'autres échangeurs du même genre avait été prévus pour l'autoroute 410 et l'autoroute 404, mais ceux-ci furent construits autrement en raison du coût élevé de ce type de structure. Au nord de la 407, la 400 fut progressivement reconstruite pour desservir le trafic en provenance de la nouvelle autoroute 407. La 400 possède des voies de service pour les échangeurs avec la route 7 et Langstaff Road.
L'autoroute 400 est l'une des autoroutes originales de la série, avec le Queen Elizabeth Way, l'autoroute 401, et l'autoroute 402. Plusieurs viaducs de la portion rurale de la route entre Vaughan et Barrie sont les viaducs originaux construits dans les années 1950 avec des hauteurs de dégagement faibles comparativement au standard actuel. Quelques bretelles d'accès sont également désuètes[pas clair], par exemple à la sortie 58, la vitesse conseillée est de 20 km/h car la courbe est très prononcée.
Les ontariens appellent l'autoroute la « Four-Hundred » (la « Quatre cents »), alors que pour les autres autoroutes, telle la 401, la prononciation se fait « Four-O-One » (« Quatre-O-Un » phonétiquement).

## Prolongement
Il est prévu de prolonger l'autoroute jusqu'à Sudbury dans le nord de l'Ontario en empruntant le corridor de l'actuelle route 69. Cet engagement a été initialement pris en 1991 par le gouvernement néo-démocrate de l'époque. En 1995, l'autoroute est mise en service entre Barrie et Parry Sound. Les travaux reprirent en 2002. En 2004, les travaux commencèrent dans la région de Sudbury vers le sud. Aucune date n'est toutefois fixée quant à l'ouverture complète de l'autoroute jusqu'à Sudbury.

## Sorties du sud vers le nord
Autoroute 400
| Municipalité                                    | Sortie | Intersection                                                                                           |
| ----------------------------------------------- | ------ | --- |
| Toronto                                         | 20     | Jane Street / Black Creek Drive                                                                        |
| Toronto                                         | 21     | Autoroute 401                                                                                          |
| Toronto                                         | 25     | Finch Avenue                                                                                           |
| Vaughan                                         | 27     | Steeles Avenue (Direction nord seulement)                                                              |
| Vaughan                                         | 26**   | Autoroute 407 Photo de l'échangeur                                                                     |
| Vaughan                                         | 29     | Route 7 (Route 7 de York)                                                                              |
| Vaughan                                         | 30     | Route 72 de York, Langstaff Road                                                                       |
| Vaughan                                         | 32     | Bass Pro Mills Drive (Direction nord seulement)                                                        |
| Vaughan                                         | 33     | Route 73 de York, Rutherford Road                                                                      |
| Vaughan                                         | 35     | Route 25 de York, Major Mackenzie Drive                                                                |
| Vaughan                                         | 37     | Route 49 de York, Teston Road (En construction)                                                        |
| King                                            | 43     | Route 11 de York, King Road (Centres de services)                                                      |
| King                                            | 52     | Route 16 de York, Lloydtown-Aurora Road                                                                |
| King                                            | 55     | Route 9 / Route 31 de York                                                                             |
| Bradford-West Gwillimbury                       | 58     | Canal Road                                                                                             |
| Bradford-West Gwillimbury                       | 64     | Route 88 de Simcoe (Ancienne Route 88)                                                                 |
| Innisfil                                        | 75     | Route 89 / Route 89 de Simcoe (Centre de services direction sud)                                       |
| Innisfil                                        | 85     | Route 21 de Simcoe, Innisfil Beach Road                                                                |
| Barrie                                          | 90     | Mapleview Drive                                                                                        |
| Barrie                                          | 94     | Essa Road (ancienne Route 27) (Centre de service direction nord)                                       |
| Barrie                                          | 96     | Route 90 de Simcoe, Dunlop Street (ancienne Route 90)                                                  |
| Barrie                                          | 98     | Route 26, Bayfield Street                                                                              |
| Barrie                                          | 102    | Duckworth Street                                                                                       |
| Springwater (en)                                | 104*   | Route 11 (Direction Nord, sortir pour demeurer sur la 400)                                             |
| Springwater (en)                                | 111    | Route 11 de Simcoe, Forbes Road                                                                        |
| Springwater (en)                                | 117    | Route 22 de Simcoe, Horseshoe Valley Road                                                              |
| Oro-Medonte                                     | 121    | Route 93 / Route 93 de Simcoe                                                                          |
| Oro-Medonte                                     | 131    | Mount St. Louis Road                                                                                   |
| Oro-Medonte                                     | 136    | Route 19 de Simcoe, Moonstone Road                                                                     |
| Oro-Medonte                                     | 137    | Lower Big Chute Road (Direction nord seulement)                                                        |
| Début de la section de la route transcanadienne |        | |
| Severn                                          | 141    | R-12 Est / Route 23 de Simcoe, Vasey Road                                                              |
| Severn                                          | 147    | R-12 Ouest / Route 16 de Simcoe                                                                        |
| Severn                                          | 149    | Route 59 de Simcoe, Quarry Road / Tay Line 2                                                           |
| Severn                                          | 153    | Port Severn Road South                                                                                 |
| Georgian Bay                                    | 156    | Route 4 de Muskoka, Muskoka Road / Port Severn Road North                                              |
| Georgian Bay                                    | 162    | Route 48 de Muskoka, South Bay Road / Route 34 de Muskoka                                              |
| Georgian Bay                                    | 168    | Crooked Bay Road / Georgian Bay Road                                                                   |
| Georgian Bay                                    | 174    | Route 33 de Muskoka, South Gibson Lake Road                                                            |
| Georgian Bay                                    | 177    | Route 32 de Muskoka, Go Home Lake Road / Route 38 de Muskoka                                           |
| Georgian Bay                                    | 182*   | Iroquois Cranberry Growers Drive (actuellement intersection à niveau, échangeur en construction)       |
| Georgian Bay                                    | 185*   | Route 12 de Muskoka, 12 Mile Lake Road (actuellement intersection à niveau, échangeur en construction) |
| Georgian Bay                                    | 189    | Route 69 / Tower Road                                                                                  |
| Seguin                                          | 207    | Route 141                                                                                              |
| Seguin                                          | 213    | Route 69                                                                                               |
| Seguin                                          | 214    | Horseshoe Lake Road                                                                                    |
| Seguin                                          | 217    | Oastler Park Drive / Badger Road                                                                       |
| Seguin                                          | 220    | Route 518 de l'Ontario / Hunter Drive                                                                  |
| Parry Sound                                     | 224    | Bowes Street / McDougall Road                                                                          |
| Parry Sound                                     | 229    | Parry Sound Drive / Hall's Quarry Road                                                                 |
| McDougall                                       | 231    | Route 124 / Parry Sound Drive                                                                          |
| McDougall                                       | 236    | - |
| Carling                                         | 241    | Route 559 de l'Ontario                                                                                 |
| Continue sur la R-69                            |        | |

- * Sortie non numérotée, basé sur les balises kilométriques
- ** La sortie de l'Autoroute 407 est numérotée 26 malgré le fait qu'elle croise l'autoroute 400 au kilomètre 28. Étant donné que la bretelle d'accès à la 407 en direction nord quitte la 400 bien avant la sortie, la sortie pour la 407 se situe avant la sortie 27. Donc, si elle serait numérotée 28, la sortie 28 serait avant la 27, alors pour éviter cette confusion, il fut décidé de numéroter la sortie pour la 407 26 au lieu de 28.

## Aires de service
Les aires de service de l'autoroute 400 sont les suivantes :
| Municipalité | km | Direction | Essence      | Restaurant                   | Autres                         |
| ------------ | -- | --------- | ------------ | ---------------------------- | ------------------------------ |
| King         | 38 | Sud       | Esso         | Tim Horton's Wendy's Mr. Sub | Nicholby's Express Picnic Area |
| King         | 39 | Nord      | Petro-Canada | Tim Horton's Wendy's Mr. Sub | Nicholby's Express Picnic Area |
| Innisfil     | 75 | Sud       | Petro-Canada | McDonald's                   |                                |
| Innisfil     | 88 | Nord      | Petro-Canada | McDonald's                   |                                |